# Phare de Cape San Blas
Le phare de Cape San Blas (en anglais : Cape San Blas Light), était un phare situé sur Cape San Blas (en) , dans le comté de Gulf en Floride.
Il est inscrit au Registre national des lieux historiques depuis le 1er janvier 1981 sous le n° 81000723.

## Histoire
Quatre phares ont été construits successivement entre 1849 et 1885 à Cape San Blas. En raison de l'érosion des plages et des dommages causés par les intempéries au fil des décennies, il a été transféré en 2014 à Port Saint Joe.
Le premier phare de Cape San Blas fut achevé en 1849 pour marquer les hauts-fonds qui rendaient dangereux l'approche de la côte de tous les navires. Mais sa lumière, en haut d'une tour de 26 m, n'était pas suffisamment haute pour être vu de loin. Le phare fut détruit lors d'un coup de vent à l'automne 1851 et, le 31 août 1852, le Congrès affecta 12.000 dollars à sa reconstruction. La nouvelle structure a été achevée en 1856. Quelques mois après sa mise en service, elle a été détruite lors de la violente tempête du 30 août 1856. Le 3 mars 1857, le Congrès, pour la troisième fois, affecta de l'argent à la construction d'un troisième phare à Cape San Blas. Celui-ci a été mis en service avec une lentille de Fresnel de troisième ordre le 1er mai 1858.
Le troisième phare a subi de graves dommages aux mains des troupes de l'Union à bord de l' USS Kingfisher, qui a débarqué en 1862 pendant la guerre de Sécession. La maison du gardien a été complètement détruite. Des réparations ont été effectuées, un nouvel appareil d'éclairage a été fourni et la lumière a été exposée à nouveau le 23 juillet 1865. En 1869, la plage en face du phare commença à s'effondrer et eut besoin d'être protégée contre les empiétements de la mer tempêtes. Il a été détruit par une tempête en 1882.
Un quatrième phare, une tour à ossature métallique à claire-voie pouvant déplacée, a été reconstruite en 1885. Deux logements en bois pour les gardiens ont été construits et la lumière a été mise en service le 30 juin 1885. La lumière avait un objectif de troisième ordre, montrant des clignotements alternés de rouge et de blanc avec 30 secondes intervalles. Le plan focal, situé à 30 m au-dessus du niveau de la mer, éclairait l’ensemble de l’horizon.
En 1887, on signalait à nouveau  que la mer approchait progressivement la côte. Au début de 1890, la tour n’était plus qu’à 44 mètres de la mer, à la limite des hautes eaux. En 1894, un coup de vent a sérieusement endommagé le phare, éteignant le feu et détruisant l'habitation du gardien. Une grande partie du rivage a été emportée que la tour se retrouva maintenant dans l'eau. Le travail de démantèlement de la tour métallique a été lancé en février 1896 et s'est poursuivi jusqu'au 30 avril de la même année, date à laquelle il a été arrêté car le crédit était épuisé. Les deux maisons du gardien avaient été relocalisées à Black's Island, la fondation de la tour était en place et les trois quarts du béton avaient été réalisés. L'achèvement les travaux s'est réalisé à partir de juin 1897.
Quatre mois plus tard, la lumière fut rétablie dans la vieille tour, maintenant dans l'eau, à la pointe sud de Cape San Blas.
La lumière est restée dans la vieille tour jusqu'en 1919, date à laquelle elle fut déplacée sur son nouveau site. Un radiophare a été établi à la station en 1939.

## Description
Le phare  est une haute tour métallique à jambages à claire-voie de 30 m de haut, avec une galerie circulaire et une lanterne. La tour est blanche et la lanterne et sa galerie est noire.
Il émettait, à une hauteur focale de 31 m, un éclat blanc par période de 20 secondes. Sa portée était de 14 milles nautiques (environ 26 km).
Identifiant : ARLHS : USA-135 ; Ex-Admiralty : J3366 .

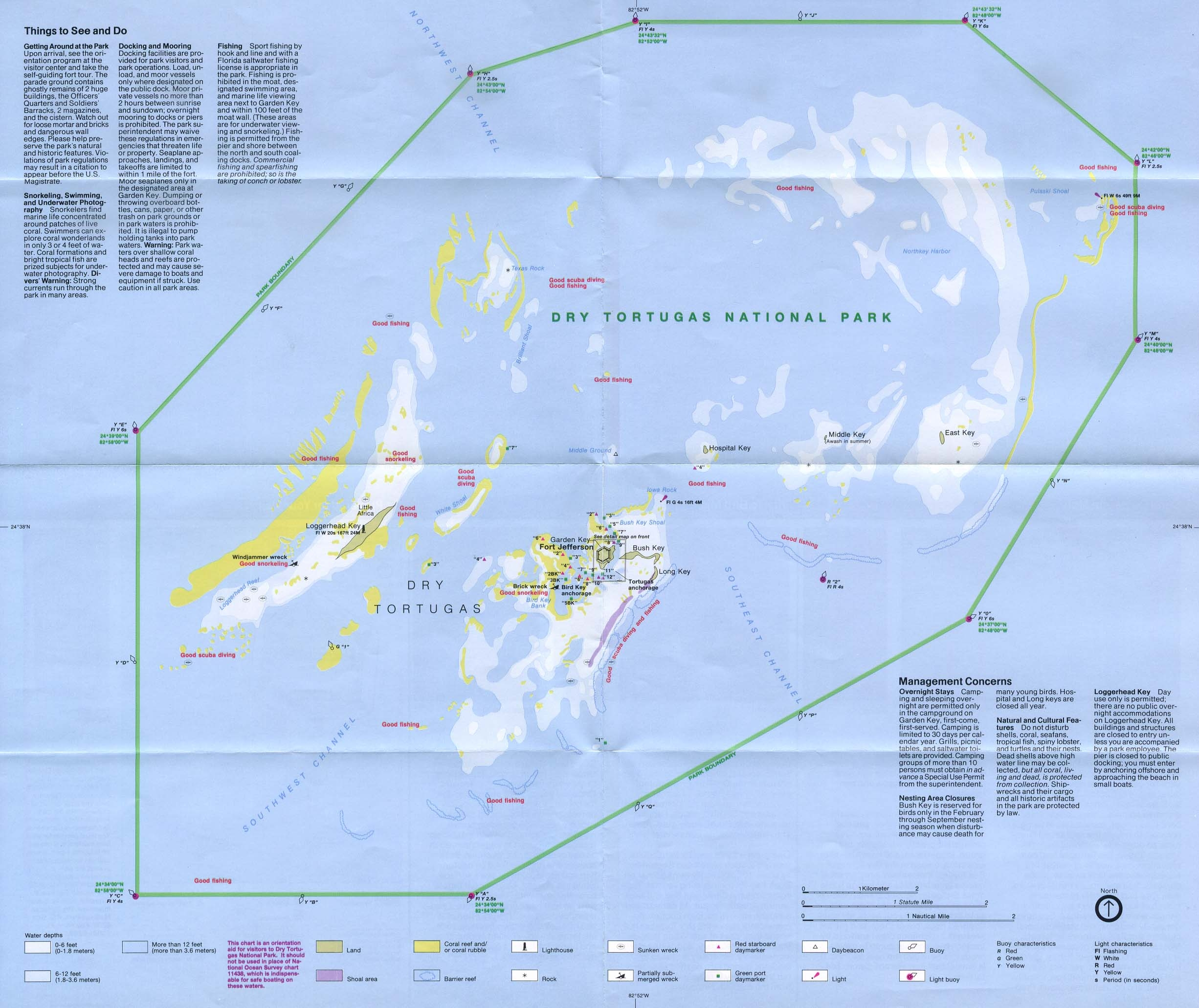
Cape San Blas
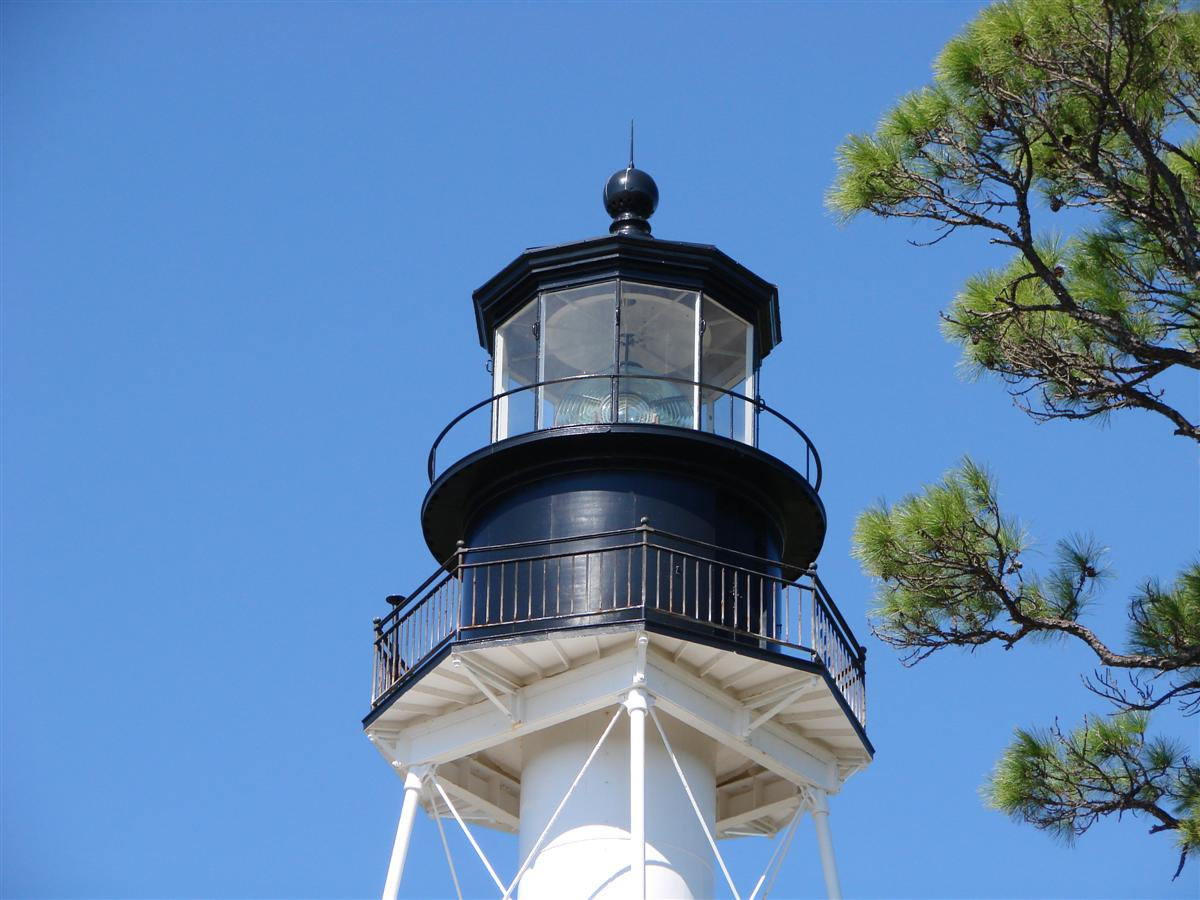
La lanterne
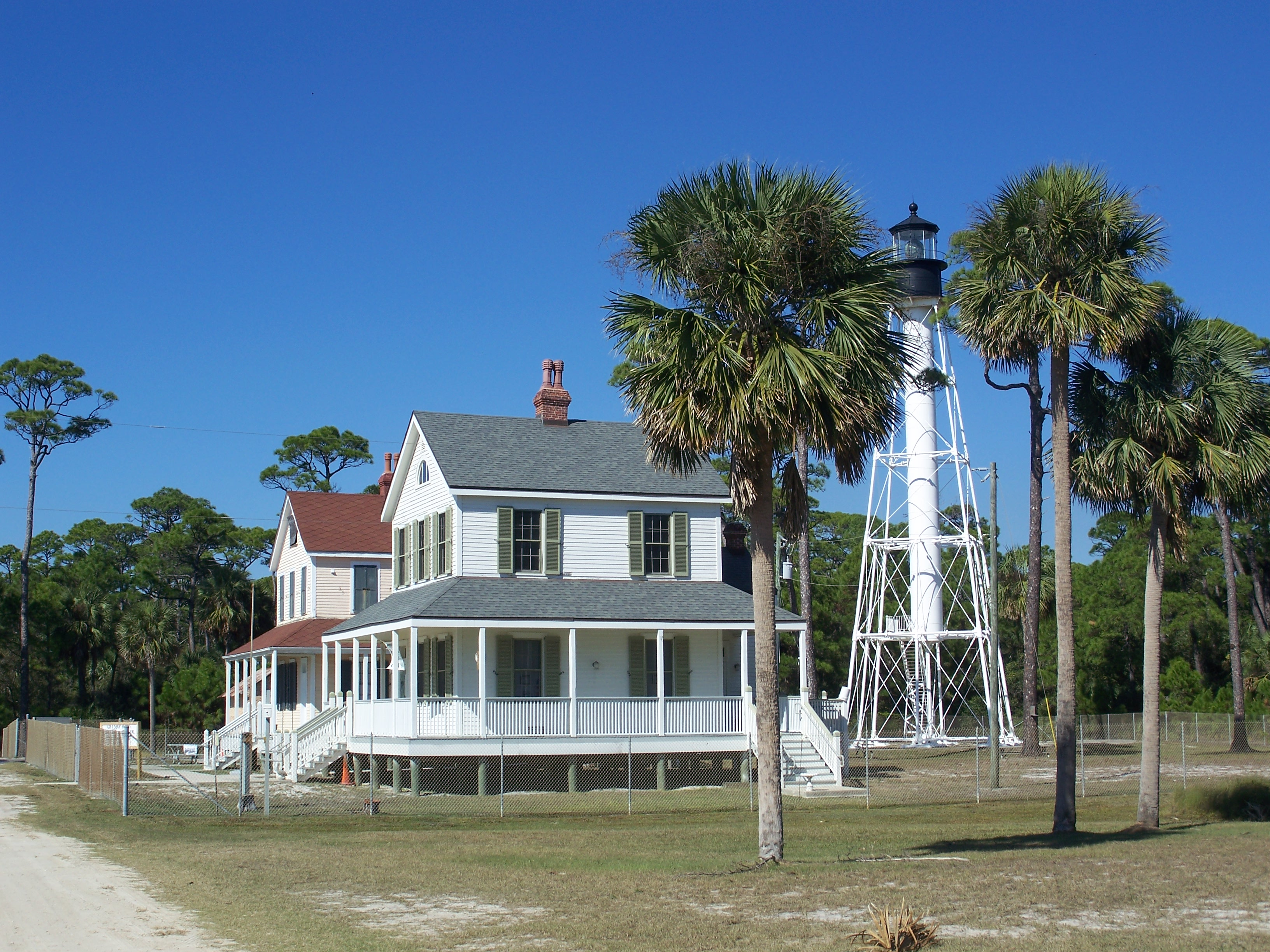
Maisons de gardien

### Lien connexe
- Liste des phares en Floride